# Svjatopolk II. Kijevski
Svjatopolk II. Izjaslavič  (straovzhodnoslovansko Свѧтополкъ Изѧславичь, rusko Святополк Изяславич, Svjatopolk Izjaslavič, ukrajinsko Святополк Ізяславич, Svjapotpolk Izjaslavič) je bil od leta 1093 do 1113 veliki knez Kijevske Rusije, * 8. november 1050, † 16. april 1113, Višgorod. 
Svjatopolk ni bil priljubljen vladar. Njegovo vladavino je zaznamovalo  nenehno rivalstvo z njegovim bratrancem Vladimirjem Monomahom.

## Mladost
Svjatopolk je bil sin Izjaslava Jaroslaviča in njegove neporočene žene. Svjatopolkovo krstno ime je bilo Mihael. Dokler je bil njegov brat Jaropolk še živ, Svjatopolk ni veljal za mogočega kandidata za kijevski prestol. Leta 1069 so ga poslali v Polock, mesto, ki ga je njegov oče za kratek čas prevzel lokalnemu vladarju Vseslavu, nato pa je deset let (1078–1088) vladal Velikemu Novgorodu. Po bratovi smrti je nasledil v Turov, ki je ostal v lasti njegovih potomcev do 17. stoletja.

## Vladanje
Ko je Vsevolod Jaroslavič leta 1093 umrl, so drugi knezi Svjatopolka priznali za najstarejšega živega sina velikega kneza in mu dovolili zasesti kijevski prestol. Ker ni  sodeloval na knežjih zasedanjih, ki jih je organiziral Vladimir Monomah, so ga včasih obtoževali, da spodbuja medsebojne vojne med knezi Rurikidi. Ko sta njegov bratranec David Volinski in zet Boleslav III. Krivousti ujela in oslepila enega od galicijskih knezov, se je na primer postavil na njuno stran. Na več pohodih proti Kipčakom se je postavil tudi na Monomahovo stran, vendar je bil v bitki pri reki Stugni leta 1093 poražen. Kasneje istega leta se je znova spopadel  s Kipčaki in bil znova poražen. Kipčaki so po zmagi uničili Torčesk, naselbino Turkov Oguzov.
Leta 1096 je poskusil prisiliti Olega I. Černigovskega, da bi z njim  sklenil  sporazum, in pustil svoja ozemlja nebranjena. Njegov tast Tugorkan je izkoristil priložnost in vdrl v Perejaslavl, medtem ko je Bonjak prodrl do Kijeva, uničil Berestovo in oplenil tri samostane. Tugorkan je bil med napadom na Perejaslavlj ubit, zato ga je Svjatopolk dal pokopati v Kijevu.
Svjatopolkovo krstno ime je bilo Mihael, kar ge je spodbudilo, da je bogato okrasil samostan sv. Mihaela v Kijevu. Samostan je postal znan kot Samostan sv. Mihaela z zlatimi kupolami. Ime se je ohranilo do danes.
Med Svjatopolkovo vladavino je menih Nestor napisal Zgodovino, ki je zdaj znana kot Primarna kronika (rusko Повесть временных лет, slovensko Zgodovina minulih let)

## Družina
Svjatopolk se je prvič poročil s češko princeso iz Přemyslidske dinastije, verjetno hčerko  vojvode  Spytihněva II.  Z njo je imel tri otroke: 
- Zbislavo, poročeno 15. novembra 1102 z Boleslavom III. Poljskim.
- Predslavo, poročeno  21. avgusta  1104 z ogrskim  princem  Álmosem; njena kasnejša usoda je malo znana.
- Jaroslava (umrl 1123), kneza Volinije in Turova; Jaroslav je bil poročen trikrat: z ogrsko-poljsko vojvodinjo Sofijo, hčerko Vladislava I. Hermana in njegove druge žene Judite Švabske, in dvema kijevskima kneginjama. Zaradi njegove zgodnje smrti so njegovi potomci izgubili kakršno koli pravico do kijevskega prestola in se morali zadovoljiti s Turovom in Pinskom.

Svjatopolk se je drugič poročil leta 1094 z Oleno, hčerko kipčaškega Tugorkana. Z njo je imel štiri otroke:
- Ano (umrla 1136), poročeno s Svjatoslavom Davidičem in Černigova, ki je po njeni smrti vstopil v samostan in kasneje postal sveti NIkolaj Svjatoslav Davidič Černigovski.
- Marijo, poročeno s Piotrom Włostowicem, kastelanom Vroclava in poljskim palatinom.
- Brjačislava  (1104–1127), verjetno odstavljenega turovskega kneza Jaroslava (1118–1123) in 1118.
- Izjaslava (umrl 1127), verjetno kneza Turova leta 1123.

Leta 1104 se je poročil tretjič, tokrat z Barbaro Komneno.
Nekaj virov omenja, da je imel tudi nekaj nezakonskih otrok, med njimi Mstislava, ki je v letih 1095–1097 vladal v Novgorod-Sieverskem in kasneje (1097–1099) v Volinu. Mstislav je bil v Volodimir-Volinskem umorjen.